# Lophoptera cerea
Lophoptera cerea là một loài bướm đêm trong họ Noctuidae.